# 村上広史
村上 広史（むらかみ ひろし、1958年 - ）は、日本の国土交通技官、博士。国土地理院長を最後に退官し、日本測量協会参与を経て、青山学院大学教授。

## 人物・経歴
宮城県生まれ。東北大学理学部天文及び地球物理学科第二卒業後、国家公務員上級（物理甲）合格。1983年東北大学大学院理学研究科地球物理学専攻博士課程前期修了、建設省国土地理院入庁、東北地方測量部配属。1986年国土地理院調査員。1988年からジョージア大学地理学部に留学し、同博士課程修了、博士。
1991年国土交通省建設経済局海外協力官。1993年測図部研究官。1994年地理調査部地理調査技術開発室長。1997年企画部地理情報システム技術調整官。1999年企画部地理情報システム推進室長。2001年国際連合本部PKO局地図課長。2005年測図部管理課長。同年地理調査部環境地理情報企画官。2006年企画部研究企画官。2008年測図部管理課長。2009年企画部企画調整課長。2011年地理空間情報部長。2012年企画部長。2015年参事官。2016年から院長として、次期地理空間情報活用推進基本計画策定にあたった。
2018年に退官し、公益社団法人日本測量協会参与に就任。2019年退任し、青山学院大学地球社会共生学部地球社会共生学科教授に就任。専門は写真測量法、地理空間情報学、リモートセンシング、地理情報システム。同年国際航業上席フェローに就任。